# Dušan Preradović
Dušan Preradović poznat i kao Dušan pl. Preradović, Dušan von Preradović  (Beč, 18. rujna 1854. – Beč, 30. rujna 1920.), bio je pomorski časnik, kapetan bojnog broda Austro-ugarske ratne mornarice i povjesničar.

## Životopis
Dušan Preradović rodio se u Beču 1854. godine. Sin je hrvatskoga pjesnika Petra pl. Preradovića a otac Paule von Preradović, austrijsko-hrvatske književnice. Osjećao se je Hrvatom. Gimnaziju je završio u Zagrebu a nakon završene gimnazije školovanje nastavlja na Pomorskoj akademiji u Rijeci. U Austro-ugarsku ratnu mornaricu stupio je 1874. godine kao kadet. Godine 1889. nastanjuje se s obitelji u Puli. Osim službe na brodovima, 1876. – 1905., povremeno je služio u Hidrografskom zavodu, Lučkom admiralatu i drugim mornaričkim ustanovama u Puli. Od 1877. godine bio je ukrcan na brod Don Juan de Austria i na njemu je stjecao vojnopomorsku praksu po Sredozemlju.
Godine 1886. vjenčao se s Helenom Falke von Lilienstein. Dušan Preradović bio je veliki hrvatski rodoljub te je u tom duhu odgajao i svoju kćer Paulu. Godine 1909. bio je jedan od prvih a i najveći darovatelj hrvatskih knjiga (216 svezaka) za prvu javnu hrvatsku knjižnicu u Puli. Umirovljen je u činu Linienschiffskapitäna ↓1, 1905. godine. Nakon izbijanja Prvoga svjetskog rata 1914. godine ponovno je pozvan u službu. Od 1916. godine živio je s obitelji u Beču gdje je i umro 1920. godine. 

### Potomstvo
Pokraj Paule Dušan Preradović i Helena Falke von Lilienstein imali su još četvero djece, Helenu i Gabrielle-Jele te sinove Petra ml. i Ivu. Petar ml. i Ivo su za svoje zvanje izabrali pomorstvo kao i otac ali je Petar ml. kasnije bio i književnik te suradnik i zagrebački dopisnik bečkih novina kada se nakon 1918. godine preselio u Zagreb. Pisao je pjesme, drame i kazališne komade a najpoznatiji mu je kazališni komad, komedija Razumijemo li se koja je nakon velikog uspjeha u Zagrebu bila prikazivana na oko šezdeset drugih pozornica: u kazalištima Švedske, Njemačke, Rumunjske te u Beču. Petar ml. je autor i djela iz 1940. godine Die Kroaten und ihre Bauernbewegung, knjige o postanku i ciljevima hrvatskoga seljačkoga pokreta, gdje je uz povijest Hrvata ocrtao i djelo braće Radić te prikazao mnogostruki rad Seljačke sloge koja je bila kulturno-prosvjetna organizacija Hrvatske seljačke stranke. Petar ml. umro je u Zagrebu 1941. godine od sušice.
Ivo Preradović je kao visoki pripadnik jugoslavenske ratne mornarice i časnik za vezu engleske flote poginuo 1944. godine na engleskom razaraču Aldingham koji je naletio na minu između Visa i Novalje.

## Studije i radovi
Dušan Preradović objavljivao je povijesne studije i radove o vojnopomorskoj povijesti u izdanjima Hidrografskoga zavoda u Puli najviše u časopisu Mitteilungen aus dem Gebiete des Seewesens i zborniku Spomenica junačkih djela c. i kr. Ratne mornarice. Preradovićevi radovi u kojima izražava svoje rodoljublje ogledali su se i u povijesnim prikazima i istraživanjima o iskrcavanju Normana koji su ratovali s Hrvatima za prevlast na Jadranskom moru. Glavno mu je djelo Eine normannische Landung in Dalmatien (1075) (Normansko izkrcavanje u Dalmaciji 1075.) objavljeno u časopisu Mitteilungen aus dem Gebiete des Seewesens, (1908., 36.).
Druga njegova djela i radovi o pomorskim bitkama: 
- Das Admiralwerk Kaiser Maximilian II (1570-76) (Admiralsko djelovanje cara Maksimilijana II. (1570-76), (1902.)
- Der Knjaz Suvorov in der Seeschlacht bei Tsuschima (Sudbina kneza Suvorova u velikoj pomorskoj bitci kod Tsuschime, između Rusije i Japana), (1907.)
- Der Prozeß wegen Übergabe der dritten Eskadre (Proces protiv predaje treće Eskadre), (1907.)